# تاريخ الاستحقاق
تاريخ الاستحقاق أو ببساطة الاستحقاق (بالإنجليزية: maturity أو maturity date) هو الوقت المحدد لسداد دين أو أي أداة مالية شبيهة، وفي هذا التاريخ يستحق دفع المبلغ الموضح في سند الدين، أو المبلغ المقترض والفائدة .
ويستخدم تعبير الاستحقاق في آلات مالية متعددة يلزم فيها تسديد القرض في يوم محدد . مثل القروض ذات الفائدة الثابتة والقرض ذو الفائدة المتغيرة أو حوالة أو كمبيالة .
كما توجد بعض الصكوك لها فترة زمنية يمكن أن تستحق الدفع في أحد تواريخ الاستحقاق التي يمكن أن يختارها المقترض.

## اقرأ أيضًا
- المدين
- الدائن
- فائدة
- بضائع مثلية
- عقد اشتقاقي
- تخصيص الأموال
- تزايد
- قسط مكتسب